# Acherontiella aokii
Acherontiella aokii är en urinsektsart som beskrevs av Tamura och Yue 1999. Acherontiella aokii ingår i släktet Acherontiella och familjen Hypogastruridae. Inga underarter finns listade i Catalogue of Life.